# Муталімов Марид Камілійович
Марид Камілійович Муталімов (рос. Марид Камилевич Муталимов, 22 лютого 1980) — казахський борець вільного стилю, олімпійський медаліст.

## Виступи на Олімпіадах
| Олімпіада  | Дисципліна  | Місце |
| ---------- | ----------- | ----- |
| Афіни 2004 | понад 96 кг | 4     |
| Пекін 2008 | понад 96 кг | 3T    |